# Thomas Ravelli
Thomas Ravelli (født 13. august 1959) er en svensk tidligere fodboldmålmand. Ravelli spillede 143 landskampe for Sverige, hvilket er rekorden for det svenske landshold. Han spillede bl.a. for Sverige ved VM i fodbold 1994 i USA, hvor Sverige vandt bronze.

## Klubber som spiller
- 1978-1989: Östers IF
- 1989-1997: IFK Göteborg
- 1997-1998: Tampa Bay Mutiny